# De Koophandel
De Koophandel was een Belgische liberale Antwerpse krant.

## Geschiedenis
De krant werd in 1863 opgericht door de Antwerpse Liberale Associatie. In 1865 werd De Grondwet overgenomen en in 1888 De Kleine Gazet. In 1897 verscheen de laatste editie en werd de krant omgevormd tot De Nieuwe Gazet.
Het dagblad speelde een belangrijke rol in de verspreiding van de liberale en vrijzinnige ideeën in Antwerpen.

## Redactie
| Tijdspanne  | Hoofdredacteur    |
| ----------- | ----------------- |
| 1864 - 1865 | Jos Blockhuys     |
| 1865 - 1876 | Jan Bruylants sr. |
| 1876 - 1894 | Paul Billiet      |
| 1895 - 1897 | Antoon Moortgat   |

## Bekende (ex-)medewerkers
- Paul Billiet
- Jos Blockhuys
- Jan Bruylants sr.
- Arthur Cornette

- Julius De Geyter
- Napoleon Destanberg
- Jaak Groesser[1]
- Antoon Moortgat

- August Monet
- Ferdinand Van der Taelen[2]
- Jan Van Rijswijck